# Bréhand
Bréhand település Franciaországban, Côtes-d’Armor megyében. Lakosainak száma 1695 fő (2022. január 1.). Bréhand Hénon, Landéhen, Quessoy, Saint-Trimoël, Trébry, Trédaniel és Lamballe-Armor községekkel határos.

## Népesség
A település népességének változása:
| Lakosok száma | 1307 | 1369 | 1287 | 1387 | 1542 | 1600 | 1647 | 1680 | 1696 | 1695 |
|               | 1968 | 1982 | 1990 | 2006 | 2013 | 2015 | 2017 | 2019 | 2020 | 2022 |